# Хуан Фернандес де Андейро
Хуа́н Ферна́ндес де Анде́йро (ісп. Juan Fernández de Andeiro; бл. ? — 6 грудня 1383) — галісійський лицар, граф Оренський (1382—1383). Португальський радник і дипломат. Представник галісійського Андейрівського дому. Народився в Андейро, Кастилія. Брав участь у кастильській міжусобній війні (1366—1368) на боці кастильського короля Педро I проти Енріке ІІ Трастамарського. Після загибелі сюзерена та поразки легалістів став служити португальському королю Фернанду I. У першій фернандовій війні (1369—1370) здав йому Коруню (1369). Працював послом португальського короля в Англії (1371), вів переговори із Джоном Гонтом про підтримку англійців у війні з Кастилією. Сприяв укладанню португальсько-англійського договору (1372). Під час другої війни (1372—1373) тимчасово захопив Коруню. Добився підписання нового договору з Англією (1373). На початку третьої війни (1381—1382) прибув до Португалії з англійським флотом. Нагороджений сеньйоріями в Рабасалі, Алвайязере (1381), а також титулом графа Орена (1382). Після поразки Фернанду допомагав йому в скласти договір з кастильським королем Хуаном І (1383). Був фаворитом і коханцем португальської королеви Леонори Теліш (з середини 1370-х). З початком португальської династичної кризи, що спалахнула внаслідок смерті Фернанду, став помічником королеви-регентші. Перетворився на одного з керманичів Португалії, представника про-кастильської партії. Був ненависний народу як іноземний ставленик та перелюбник. Загинув під час Лісабонського повстання, від руки авіського магістра Жуана, майбутнього португальського короля. Похований у церкві святого Мартина. Був одружений із Майор де Москосо, донькою галісійського лицаря Фернана. Мав сина і чотирьох доньок.

## Імена
- Хуа́н Андейрівський, Хуа́н з Андейро, (ісп. Juan de Andeiro) — за місцем походження.
- Жуан Фернандеш де Андейру (порт. João Fernandes de Andeiro) — у португальських джерелах.
- Хуа́н Ферна́ндес де Анде́йро (ісп. Juan Fernández de Andeiro, гал. Xoán Fernández de Andeiro) — у кастильських джерелах.
- Граф Анде́йрівський (порт. conde de Andeiro) — за титулом і місцем походження.

## Портрети

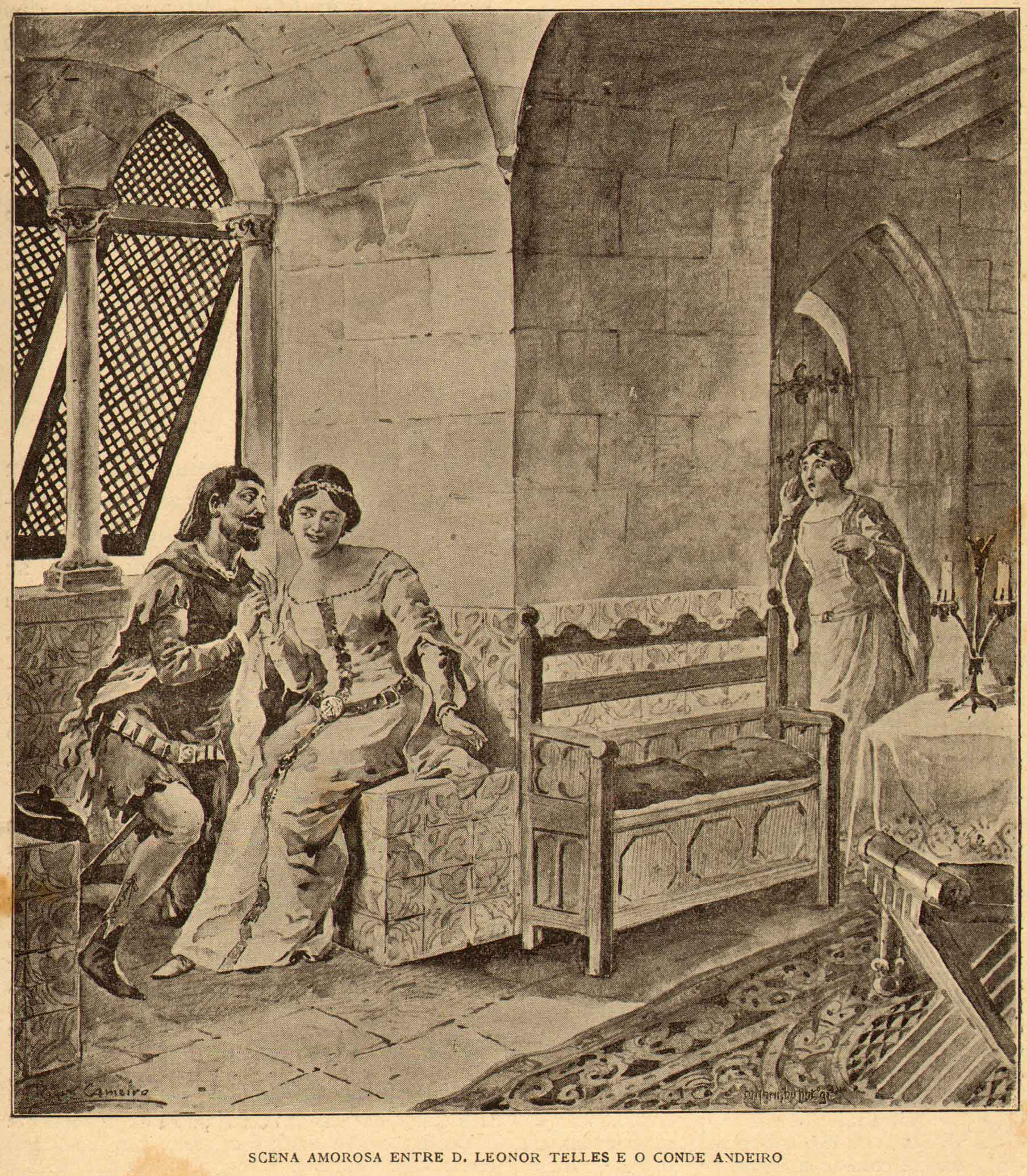
Королева і граф
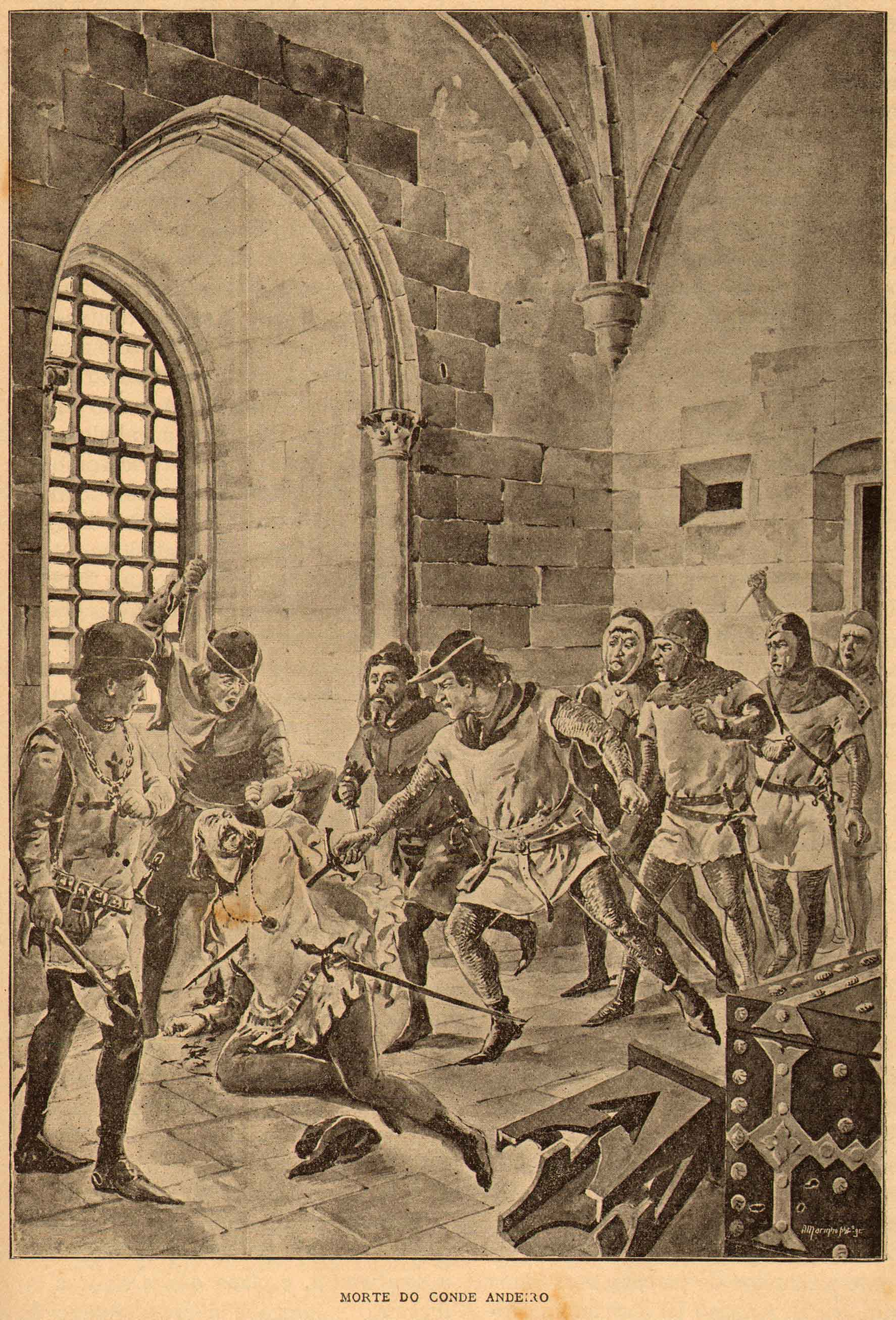
Смерть Андейро
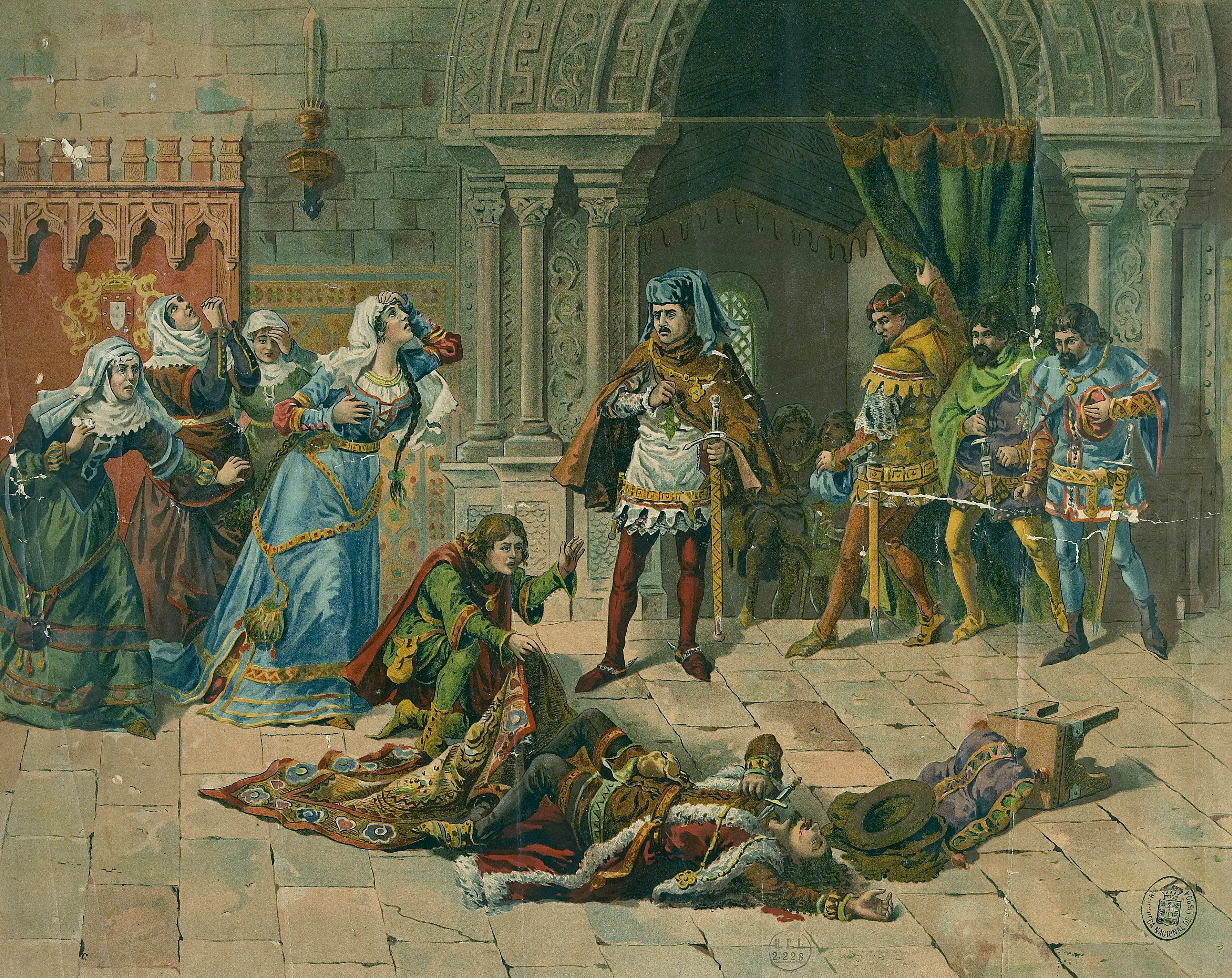
Убивство Андейро